# 開心寺 (瑞山市)
36°44′49″N 126°35′25″E / 36.746893°N 126.590405°E

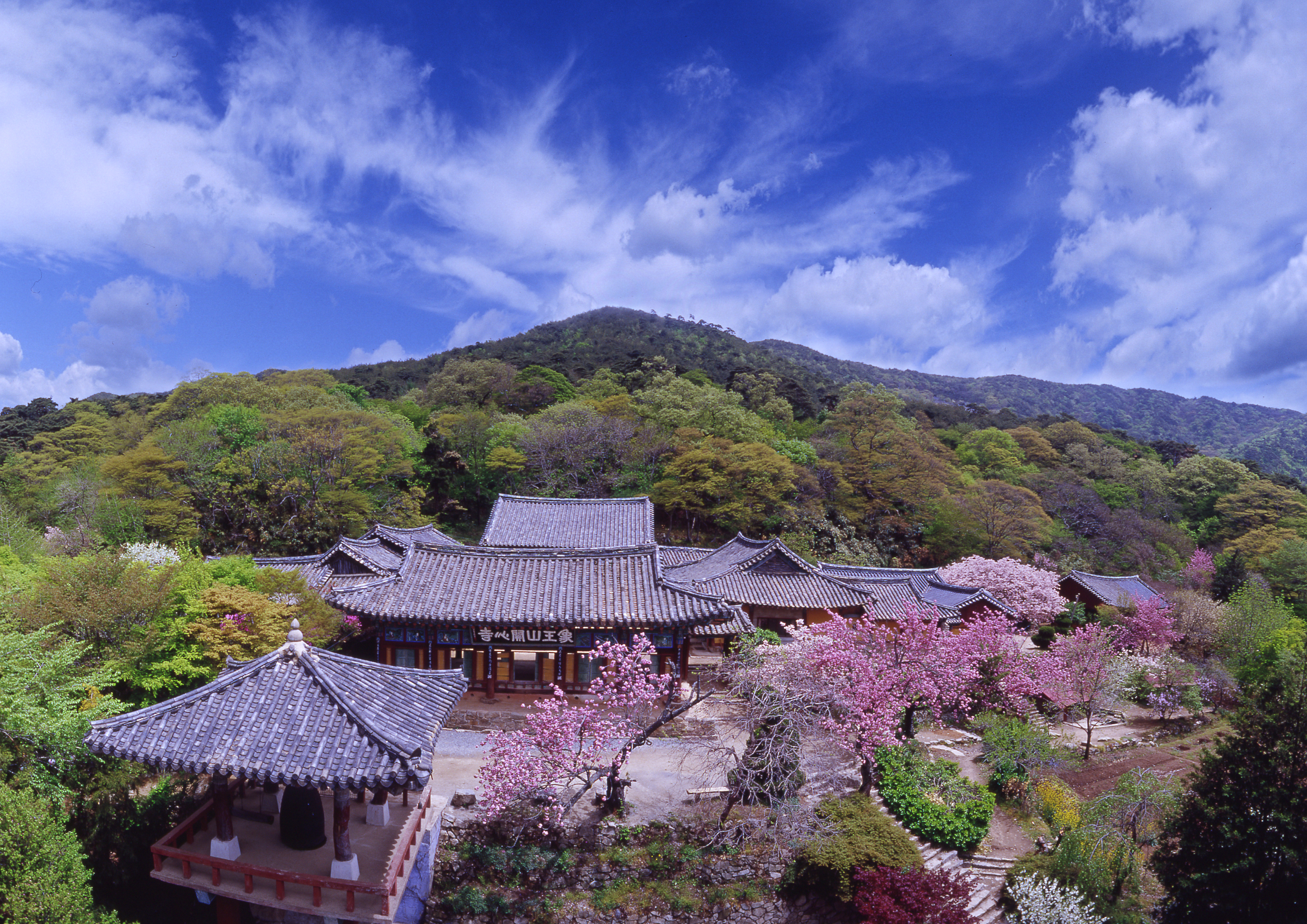

開心寺（：／）位於大韓民國忠清南道瑞山市，是一座曹溪宗廟宇。建於654年，1350年重建。開心寺大雄殿為韓國第143號國寶；寺中存有高麗後期的木造阿彌陀如來坐像，為第1619號國寶。